# Édouard Gourévitch
Pour les articles homonymes, voir Gourevitch.
Édouard Gourévitch, né le 9 septembre 1921 à Aubervilliers (Seine) et mort le 26 septembre 1999 à Neuilly-sur-Seine (Hauts-de-Seine), est un rabbin français, rabbin de Lille puis rabbin de Neuilly-sur-Seine.

## Éléments biographiques
Édouard Gourévitch est né le 9 septembre 1921 à Aubervilliers, dans le département de la Seine, aujourd'hui en Seine-Saint-Denis. Il est le fils de Hersch Gourevitch et de  Annette Cheinig.
Il étudie au Séminaire israélite de France (SIF) de 1941 à 1948.
En 1942, on le voit sur une photo avec de jeunes rabbins ou élèves-rabbins, dont Samy Stourdzé autour du grand rabbin Maurice Liber à Chamalières alors en zone libre où le Séminaire s'était replié de par l'occupation allemande.
Il quitte le séminaire pour participer à la Résistance contre l'occupant dans les maquis du Puy-de-Dôme. Il est capturé par les Allemands, jeté en prison à Riom puis condamné à mort. En prison, il partage la cellule de Jean Zay, pour qui il nourrit une immense admiration, qui est enlevé puis lâchement assassiné par la Milice le 20 juin 1944.
Édouard Gourévitch doit être exécuté le 14 août mais fait partie des 114 détenus libérés le 13 lors de l'extraordinaire coup de main des maquisards  de Jean Bac (commandant Lenoir) sur la maison d'arrêt. Le nom d'Édouard Gourévitch figure dans la liste des prisonniers libérés. Surnommé « Doudou » par ses camarades maquisards, Édouard Gourévitch continue à se battre dans les maquis, participe aux libérations de Volvic, Riom et Clermont-Ferrand puis s'engage dans l'armée française jusqu'à la fin de la guerre. Il est nommé chevalier de la Légion d'honneur à titre militaire.
Il devient rabbin de Lille en 1948 et épouse Nicole Aron Benoît Lévy, née le 10 février 1921 à Paris et morte le 5 mars 2014. Elle est la fille de Francis Aron et de Suzanne Benoit-Lévy. Francis Aron est né le 4 février 1891 à Coutances (Manche) et mort le 29 octobre 1969 â Paris. Suzanne Aron est née le 25 janvier 1896 à Paris et morte le 28 octobre 1988 dans la même ville.
Suzanne Aron, une éducatrice,  est une des fondateurs, en 1948, de l'École Yabné (Paris).

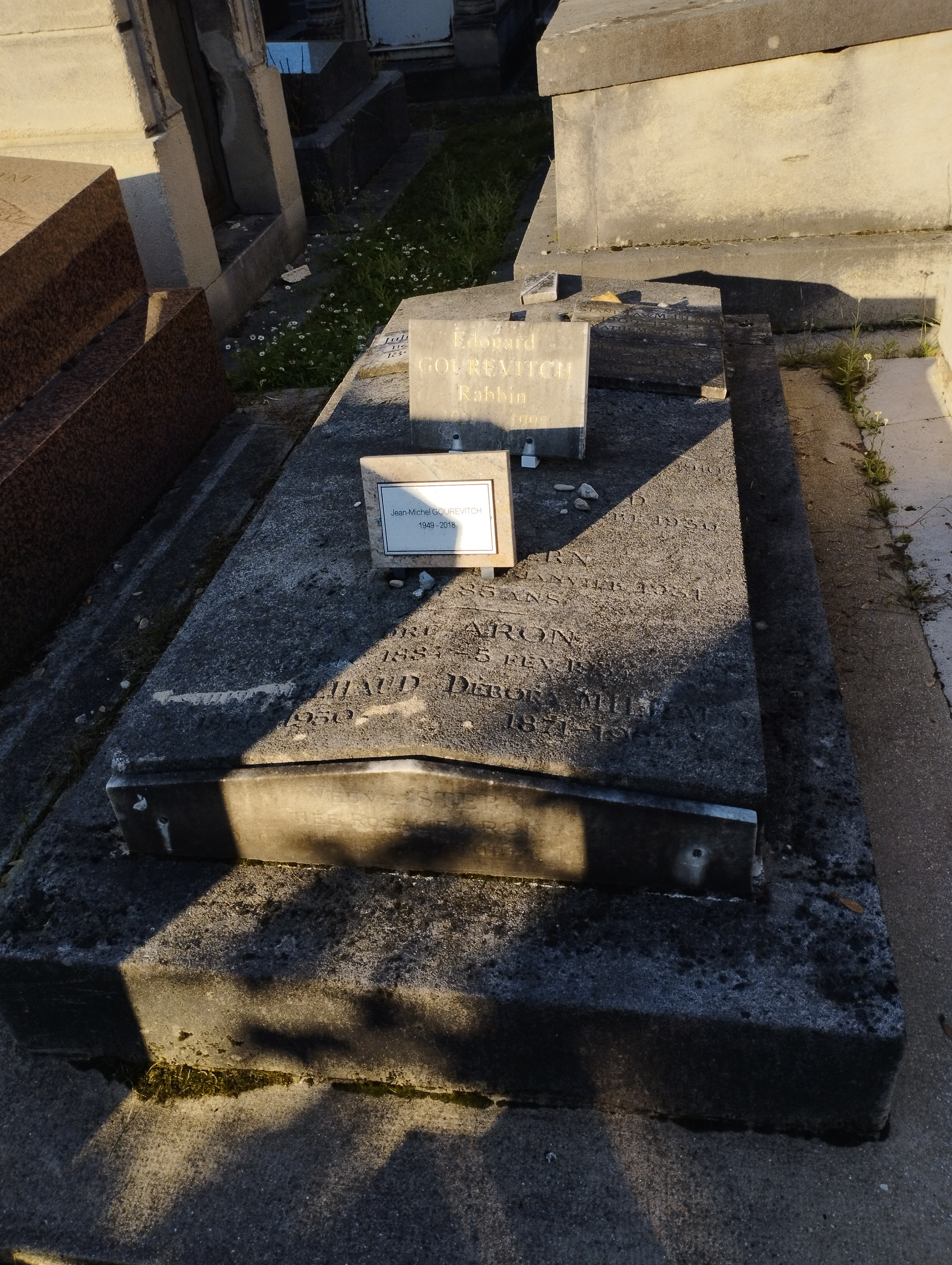
Tombe d'Édouard Gourévitch au cimetière du Montparnasse (division 30).

Les Gourévitch ont sept enfants : Jean-Michel, Anne Sylvie, Didier, Jean-Claude, Véronique, Bruno et Jean-Stéphane Gourévitch.
Il est ensuite rabbin de Neuilly-sur-Seine de 1949 à 1975. À Neuilly, il succède au rabbin René Kapel, qui occupe ce poste pendant un an et dont le prédécesseur est le rabbin David Feuerwerker.
Édouard Gourévitch est apprécié des élèves de ses cours d'instruction religieuse – dont Jacques Halbronn, au lycée Pasteur – qui lui manifestent une fidélité jusqu'à la fin de sa vie. Le rabbin Jérôme Cahen lui succède à ce poste.
Édouard Gourévitch devient aumônier militaire de l'Armée de l'air en 1974.
Cet érudit participe, depuis 1954, à de nombreux travaux pour l'Alliance israélite universelle, en qualité de spécialiste des Hebraica jusqu'à la fin de sa vie.
Il meurt le 26 septembre 1999 à Neuilly-sur-Seine à l'âge de 78 ans, et est inhumé au cimetière du Montparnasse (division 30).

## Œuvres
- Traductions de l'hébreu
  - La Haggadah de Pâque, rites séfarade et ashkénaze, Berg International, 1982
  - Jehudah ben Chemouel le Hassid, Le Guide des Hassidim, Éditions du Cerf, 1988 (ISBN 978-2-204-02827-1)
  - Juda Loew ben Bezalel (trad. de l'hébreu), Le Puits de l'exil, Paris, Berg International, mai 1991, 457 p. (ISBN 2-900269-21-0)
  - Juda Loew ben Bezalel, Les Hauts Faits de l'Éternel, Éditions du Cerf, 1994, 814 p. (ISBN 978-2-204-04585-8)
- Traduction du yiddish
  - David Malki (trad. du yiddish), Le Talmud et ses maîtres, Paris, Albin Michel International, janvier 2000, 246 p. (ISBN 2-226-01671-6)
- Traduction de l'anglais
  - Peter Schaefer, Judéophobie : attitudes à l'égard des juifs dans le monde antique, Éditions du Cerf, mars 2003 (ISBN 978-2-204-06923-6)